# Casa de la Fortuna
La Casa de la Fortuna es un yacimiento arqueológico situado en la ciudad de Cartagena, Región de Murcia, España. Se trata de una domus romana del siglo I a. C. cuyo acceso se sitúa en la plaza de Risueño.

## Historia
Esta domus recibe su curioso nombre por una inscripción latina situada en su entrada trasera, en la cual se lee “Fortuna propitia”, que quiere decir buena suerte. Esta inscripción se situaba ahí para que todo aquel que entrase a la casa fuera afortunado.
En ella encontramos algunas de las partes de una típica casa romana de la época, como pueden ser el tablinum o sala de recepción, el cubiculum o dormitorio o el triclinium donde se celebraban grandes banquetes.
Esta casa ha sido adaptada para uso museístico en el cual se hace a los visitantes un recorrido por la casa y se les muestran los adornos y objetos encontrados en la excavación, tales como vajillas, monedas, objetos de adorno personal, lucernas, etc.
Junto con esta visita se pueden observar también unas antiguas calzadas romanas descubiertas al mismo tiempo que la domus.

## Descripción

### Atrio
Es una antesala al resto de habitáculos de las casas romanas, en ella se realizaba la recepción de los posibles invitados y solía tener una ostentosa decoración como adorno, en este caso los mosaicos que aún podemos ver en el museo.

### Cubiculum
Son los dormitorios de las casas romanas, en esta domus en concreto encontramos 3, de los cuales solo uno parecía ser el principal y los otros simples adhesiones que podrían ser vestigios de un pequeño hortus o jardín.

### Triclinium
Se trataba de la sala en la que se realizaban los banquetes y por eso siempre solían estar ornamentados, se ha podido comprobar que esta domus no era menos, y por tanto se realizaron frescos en sus paredes además de plumas de pavo real en el techo.

### Tablinum
Se podría decir que era el despacho personal del dueño de la casa, donde recibía a las visitas importantes en intimidad, al ser la representación de la riqueza y poder de la familia en cuestión se decoraban con bonitas pinturas y mosaicos. También en su interior se situaba un pequeño altar a algún dios o a antepasados de la familia.

Domus romana Vector001

## Descubrimiento
La Casa de la Fortuna fue descubierta y excavada por primera vez por el arqueólogo Pedro San Martín Moro en 1970, en el curso de una obra que se realizaba para construir unas viviendas y una oficina de una entidad bancaria –la cual viendo el posible futuro del descubrimiento financió la excavación–. En un principio tan solo era posible realizar una visita de las calzadas romanas encontradas, la entrada de la casa y tan solo dos de sus habitáculos. Más tarde en conjunto con la asociación Cartagena Puerto de Culturas se produjo la apertura total de la casa como museo gracias al proyecto del arquitecto Andrés Cánovas Alcaraz. El descubrimiento se realizó en la Plaza de Risueño situada en el casco antiguo de la ciudad.

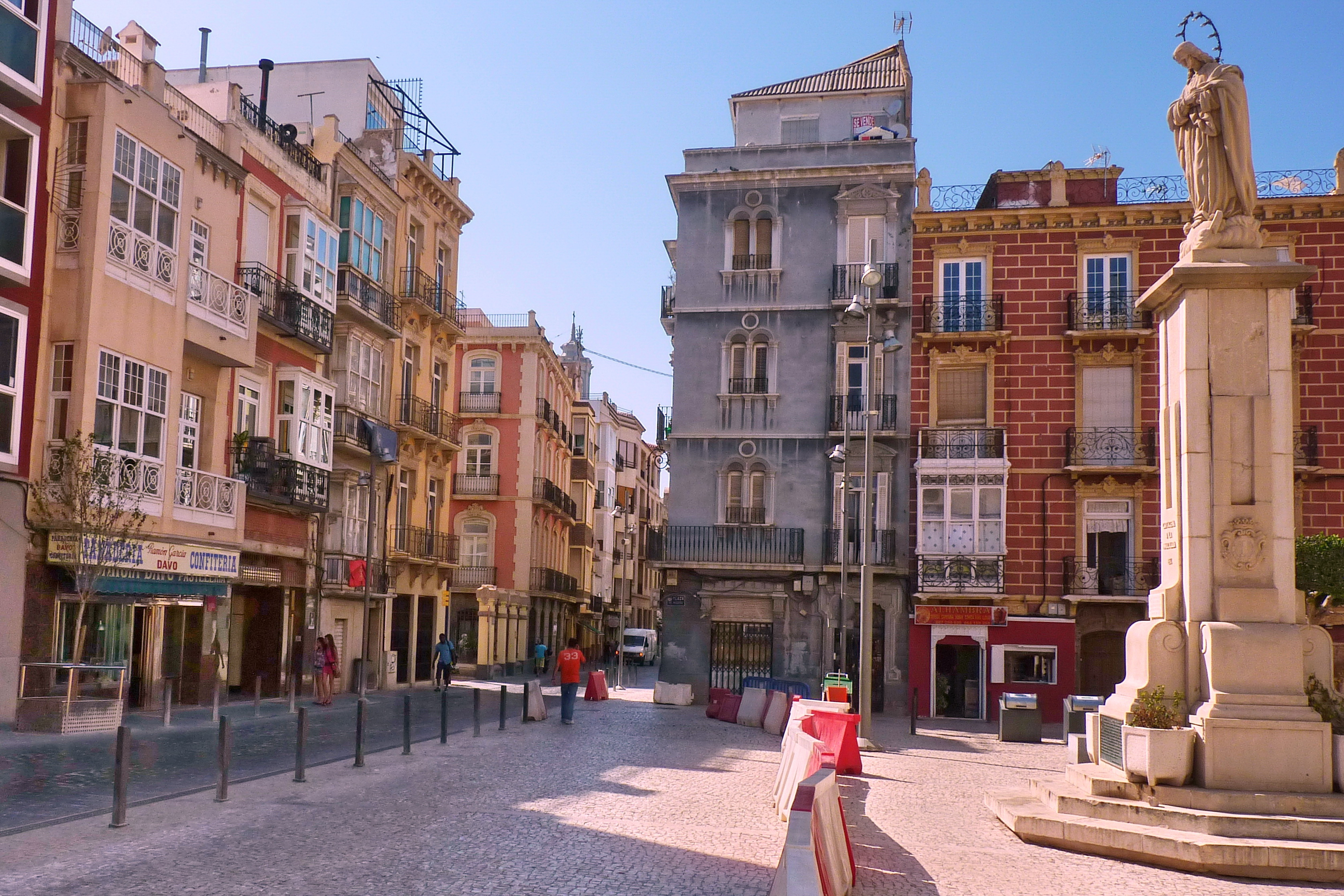
Risueno